# Karl Heinz Schwebel

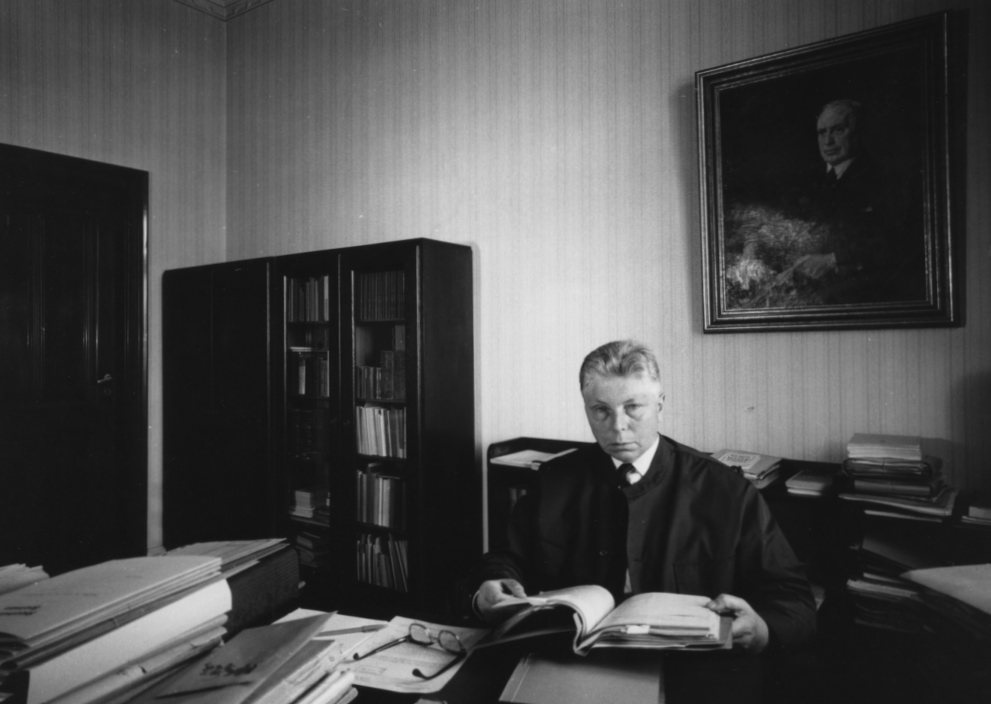
Karl Heinz Schwebel

Karl Heinz Schwebel (* 5. September 1911 in Grohn; † 15. Dezember 1992 in Bremen) war ein deutscher Historiker und Archivar in Bremen.

## Leben
Karl Heinz Schwebel stammte aus einer Lehrerfamilie und absolvierte das Realgymnasium in Vegesack. Er studierte Geschichtswissenschaft, Anglistik und Romanistik an der Albert-Ludwigs-Universität Freiburg, der Humboldt-Universität zu Berlin, der Georg-August-Universität Göttingen, der Universität Poitiers und der University of Exeter. 1937 wurde er in Göttingen mit einer Arbeit zur Bremischen Geschichte promoviert. Anschließend durchlief er eine Archivar-Ausbildung in Berlin. Danach kam Schwebel während des Zweiten Weltkriegs an das Staatsarchiv der Freien Hansestadt Bremen (StAB), wo er 1941 für die Auslagerung der wichtigsten Akten zum Schutz vor dem Bombenkrieg verantwortlich war. Nach Kriegsende 1945 wurde er auch mit der Rückführung dieser Bestände betraut, die teilweise lange als sowjetische Beutebestände in Archiven der Deutschen Demokratischen Republik lagerten.
Als Nachfolger von Friedrich Prüser wurde Schwebel 1957 Direktor des  Staatsarchivs Bremen. In seine Amtszeit fielen die Neugliederung des Bestands (1957), die gesetzliche Regelung der Archivierung (1958) und der Neubau des Staatsarchivs am Präsident-Kennedy-Platz in Mitte (Bremen) (1968). Er veröffentlichte eine Vielzahl sorgfältig recherchierter Arbeiten zur Geschichte der Stadt Bremen, zur Hanse und zur Familienkunde. 1975 trat er in den Ruhestand. Sein Nachfolger wurde der Historiker Hartmut Müller.
Schwebel war Mitglied in zahlreichen historischen Vereinen und Gremien, teils auch in Vorstandsfunktionen. So war er unter anderem von 1958 bis 1963 Vorsitzender und von 1974 bis 1982 stellvertretender Vorsitzender der Bremer Familienforschungsgesellschaft Die Maus – Gesellschaft für Familienforschung e. V., deren Entwicklung er maßgeblich förderte. In den 1960er-Jahren war er Zweiter Vorsitzender der Historischen Gesellschaft Bremen.
Die in der DDR verbliebenen kriegsbedingt ausgelagerten Staatsarchivakten kehrten nach der  Deutschen Wiedervereinigung (noch zu Schwebels Lebzeiten) weitgehend nach Bremen zurück.

## Veröffentlichungen

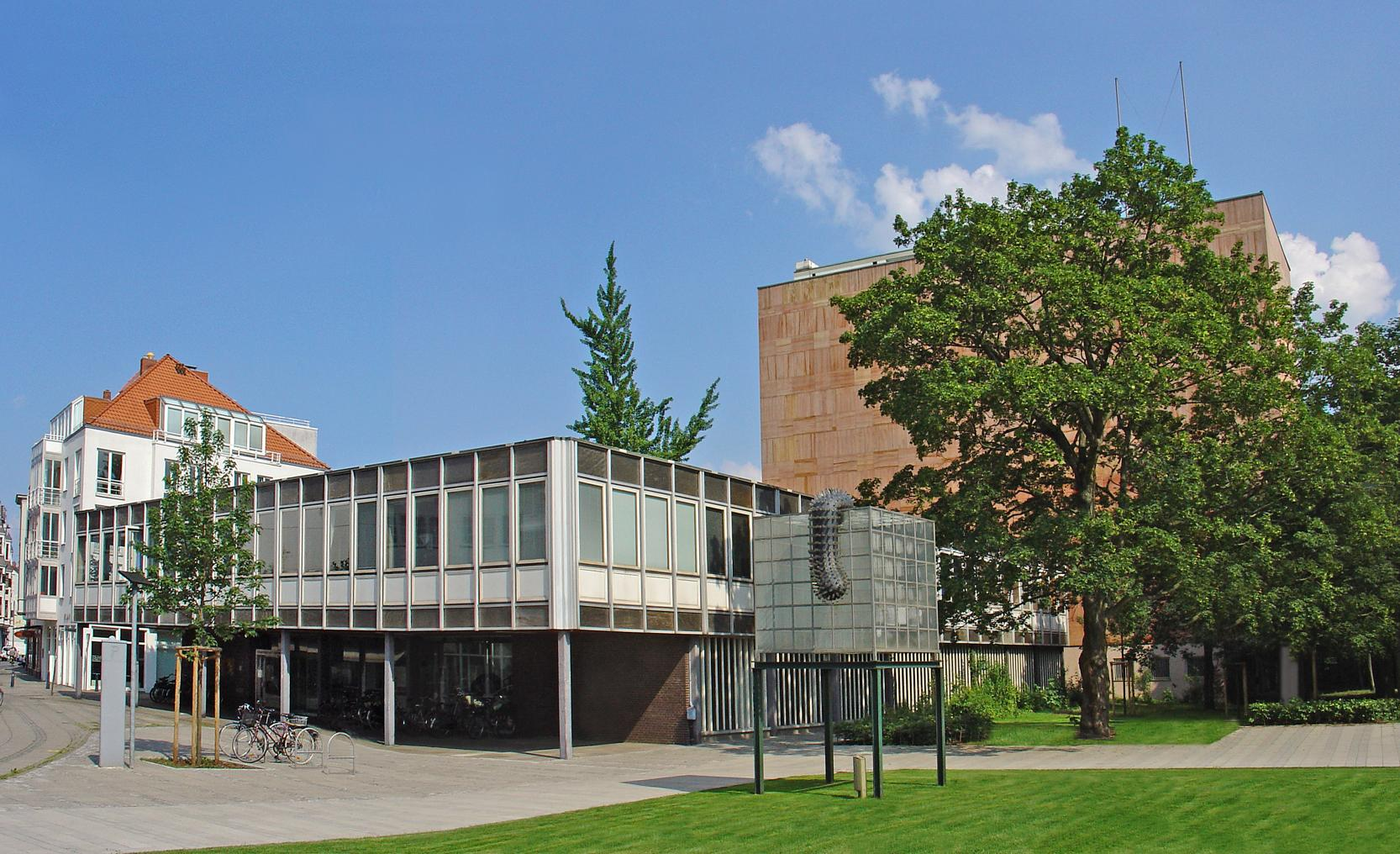
Staatsarchiv Bremen

- Bremer Kaufleute in den Freihäfen der Karibik. Von den Anfängen des Bremer Überseehandels bis 1815. Selbstverlag des Staatsarchivs Bremen, Bremen 1995, ISBN 3-925729-17-8.
- Salz im alten Bremen. Selbstverlag des Staatsarchivs Bremen, Bremen 1988, ISBN 3-925729-13-5.
- Aus dem Tagebuch des Bremer Kaufmanns Franz Böving (1773–1849). Selbstverlag der Historischen Gesellschaft Bremen, Bremen 1974 (Bremische Weihnachtsblätter, Heft 15).
- St. Martini zwischen Bekenntniszwang und Glaubensfreiheit. In: Wolfgang Wehowsky (Hrsg.): St. Martini zu Bremen. Eine Gemeinde und eine Kirche im Wandel der Zeiten. Krohn, Bremen 1960.
- „Haus Seefahrt“ Bremen. Seine Kaufleute und Kapitäne. Krohn, Bremen 1947.
- Bremens Beziehungen zu Kaiser und Reich, vornehmlich im 18. Jahrhundert. Geist, Bremen 1937 (Digitalisat)